# ラヴ (バンド)
ラヴ（Love）とは、アメリカ合衆国のフォーク・ロック・バンド。1965年、アフリカ系アメリカ人のシンガー兼ギタリスト、アーサー・リーを中心に結成された。活動当時は大きな商業的成功を得る事なく解散したが、 後年になり多くの批評家やミュージシャン達によって高く評価されるようになった。 特に三作目のスタジオ・アルバム『フォーエヴァー・チェンジズ』は1960年代を代表する名盤として評価が高い。

## 来歴
1965年、ロサンゼルスの音楽シーンでプロデューサーとして活動していたアーサー・リーとギタリストのブライアン・マクリーンが出会い、THE GRASS ROOTSというグループを結成。エレクトラ・レコードと契約するが、同名バンドが既に存在していたことからグループ名をラヴと改名、1966年3月、バカラック/ハル・デヴィッド作の「My Little Red Book」のシングルでデビューする。まもなく、同レーベルのロック・アルバム第1号となるファースト・アルバム『ラヴ』を発表。本作収録の「ヘイ・ジョー」は、ディノ・ヴァレンテ（チェット・パワーズ)の曲で、ラヴより少し後にジミ・ヘンドリックスがヒットさせたことで有名な曲。
1966年11月、セカンド・アルバム『ダ・カーポ』発表。18分に及ぶ大作「Revelation」など、先進的な楽曲を含む。また、本作からのシングル「7 And 7 Is」は、ラヴとしては唯一の全米トップ40シングルとなった。
1967年11月、サード・アルバム『フォーエヴァー・チェンジズ』発表。当初はニール・ヤングがプロデューサーを務める予定もあったが、諸事情によりドアーズ等のエンジニアリングで有名なブルース・ボトニックがリーの共同プロデューサーとしてアルバムの制作にあたった。ヒット・チャート的には成功せず全米154位に終わるが、後に再評価が進み、『ローリング・ストーン』誌が2003年に大規模なアンケートで選出したオールタイム・グレイテスト・アルバム500でも40位に選ばれている。
1968年、リーを除くメンバーがヘロイン中毒で活動ができなくなり、同年5月に発表したシングル「Your Mind And We Belong Together」を最後にグループを去る。これ以降、ラヴはリーのソロ・プロジェクトに近い存在となった。翌年、ブルー・サム・レコードに移籍して『Out Here』（1969年）を発表。続く『False Start』（1970年）にはジミ・ヘンドリックスが参加した。
1972年、リーがソロ・アーティストとして活動を開始したため、ラヴとしての活動を停止するが、その後も度々再結成が実現し、2003年1月にロンドンのロイヤル・フェスティバル・ホールで行われた再結成ライブでは、『フォーエヴァー・チェンジズ』が完全再現された。
2006年、リーは白血病の診断を受ける。ロバート・プラント、イアン・ハンター、ライアン・アダムスやヨ・ラ・テンゴにより治療のための寄金の支援コンサートが行われるが、8月3日、テネシー州メンフィスのメソジスト大学病院で妻に見守られながら他界した。

## ディスコグラフィ

### アルバム
- 『ラヴ』 - Love （1966年）
- 『ダ・カーポ』 - Da Capo （1966年）
- 『フォーエヴァー・チェンジズ』 Forever Changes （1967年）
- Four Sail （1969年）
- Out Here （1969年）
- False Start （1970年）
- Reel to Real （1975年）
- Love Live （1980年）※1978年録音
- The Forever Changes Concert （2003年）